# VfvB Ruhrort/Laar
VfvB Ruhrort/Laar is een Duitse sportclub uit Duisburg, Noordrijn-Westfalen. De club is actief in basketbal, tennis, voetbal en vrijetijdssport.

## Geschiedenis
De club werd opgericht op 19 september 1900 opgericht als Ruhrorter BV. In 1903 werd de naam gewijzigd in VfvB Ruhrort. De club sloot zich aan bij de West-Duitse voetbalbond en speelde in 1907 voor het eerst in de hoogste klasse van de Ruhrcompetitie. Na enkele mindere noteringen werd de club kampioen in 1910/11, dat jaar was de competitie samengegaan met de Markse competitie. Hierdoor plaatste de club zich voor de West-Duitse eindronde. Na overwinningen op VfVuSp 1896 Düren en FC Olympia Osnabrück plaatste de club zich voor de finale die verloren werd van Duisburger SpV. Door de titel mocht de club aantreden in de Zehnerliga, een competitie die enkele jaren eerder in het leven werd geroepen voor de sterkste teams uit de regio, echter werd Ruhrort hier laatste. De club ging nu spelen in de Noordrijncompetitie. Deze werd in twee groepen verdeeld en de club werd groepswinnaar van de groep Noord. De winnaars bekampten elkaar niet meteen om de algemene titel, maar wel in de eerste ronde van de eindronde, waar FC Solingen 95 te sterk was. De Ruhrcompetitie, die in 1911 afgeschaft werd werd heringevoerd en Ruhrort ging nu weer daar spelen. In 1914/15 werd de club kampioen, maar er was geen verdere eindronde meer wegens het uitbreken van de Eerste Wereldoorlog. De competitie werd opgedeeld in de meerdere reeksen en Ruhrort speelde in het district Duisburg en werd in 1916/17 vicekampioen achter SV Union 02 Hamborn. In 1920 werden de clubs uit Duisburg overgeheveld naar de Bergisch-Markse competitie en eindigde derde in de groep Duisburg. Echter werden de vier reeksen herleid naar één reeks en moest de club degraderen. Vanaf 1922 speelde de club dan in de nieuwe Nederrijncompetitie. De club speelde altijd in de betere middenmoot maar kon nooit de titel winnen, al waren ze er in 1931/32 dicht bij toen ze met één punt achterstand op Meidericher SpV 02 tweede werden. Het volgende seizoen werd de club achtste en hierna werd de Gauliga Niederrhein ingevoerd als hoogste klasse. Hiervoor kwalificeerde de club zich niet en degradeerde en slaagde er niet meer in terug te keren op het hoogste niveau.
Op 6 oktober 1945 fuseerde de club met SV Rot-Weiß Ruhrort Meiderich Laar 06 en nam de huidige naam aan.

## Erelijst
Kampioen Ruhr-Mark
1911
Kampioen Noordrijn-Noord
1913
Kampioen Ruhr
1915